# Laco Tropp

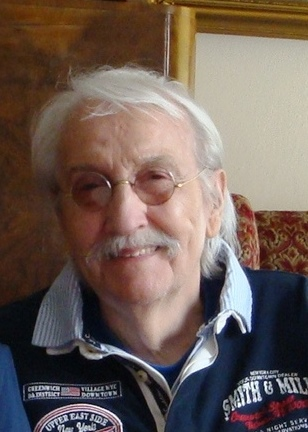
Laco Tropp

Laco Tropp (* 15. März 1939 in Košice; † 18. Juni 2018 in Prag) war ein slowakischer Jazzschlagzeuger.

## Leben und Wirken
Tropp nahm als Vierzehnjähriger Schlagzeugunterricht. Er spielte zunächst in lokalen Bands Dixieland; dann war er in einem Volkstanzensemble aktiv. Ab 1959 arbeitete er als professioneller Musiker. Während seines Militärdienstes traf er 1961 auf Prager Jazzmusiker wie Hanuš Berka und Karel Svoboda; dann arbeitete er mit Laco Déczi zusammen, um dann 1962 in Prag in Otakar Rendls Tanzorchester zu wirken. 1963 und 1964 war er Mitglied in Karel Velebnýs SHQ, anschließend im Quartett des Jazzclubs Reduta. Von 1966 bis 1968 gehörte er in Nürnberg zum Sextett von Peter Herbolzheimer, mit dem er regelmäßig an Aufnahmen für den Bayerischen Rundfunk beteiligt war; daneben spielte er Münchner Domicile im Trio von Mal Waldron (teilweise zum Quartett erweitert mit Christian Burchard). Zurück in der Tschechoslowakei arbeitete er mit Ladislav Gerhardt (LP Dobre sme sa oženili), Petr Skoumal und Rudolf Dašek, bevor er ab 1971 in einem Caféorchester in Bratislava spielte. 1975 wurde er Mitglied des tschechoslowakischen Fernsehorchesters Prag; 1977 gründete er daneben ein eigenes Trio, mit dem er auch in der DDR tourte. Seit 1995 gehört er zu den Combos von Emil Viklický, in denen er auch mit Scott Robinson, Jiří Stivín und Benny Golbin zusammenarbeitete.

## Diskographische Hinweise
- Laco Déczi Pietoso (1968, mit Karel Růžička, Petr Král, Pavel Greifoner)
- Franco Ambrosetti & Emil Viklický Trio Jazz na Hradě (2004, mit František Uhlíř)
- George Mraz, Iva Bittova Moravian Gems (2007, mit Emil Viklický)